# Mont Gioúchtas
Le mont Gioúchtas (grec moderne : Γιούχτας) ou mont Iouchtas est une montagne du centre de la Crète située à une dizaine de kilomètres environ au sud de la ville d'Héraklion et culminant à 811 mètres. C'est une montagne sacrée chez les Minoens, à proximité immédiate du palais de Cnossos et du site de Fourni.
À l'époque archaïque et classique, il est dit que les Crétois vénéraient ce lieu car Zeus y était mort. Dans la mythologie crétoise, Zeus est né, a vécu et est mort. Vu de l'ouest, le mont Gioúchtas ressemble étrangement à une gigantesque tête humaine.

## Archéologie
Le site de Gioúchtas a été fouillé pour la première fois en 1909 par Arthur John Evans. Il peut être considéré comme un site archéologique complémentaire au site important de Knossos, situé à quelques kilomètres de là.
Parmi les découvertes réalisées au sanctuaire minoen de Gioúchtas figurent des figurines humaines et animales en argile, des cornes en pierre, des autels en pierre, des doubles haches en bronze, ainsi que des bols et des tables portant des inscriptions en Linéaire A.